# Plectromerus unidentatus
Plectromerus unidentatus là một loài bọ cánh cứng trong họ Cerambycidae.